# Anolis carolinensis
Anolis carolinensis är en ödleart som beskrevs av  Voigt 1832. Anolis carolinensis ingår i släktet anolisar, och familjen Polychrotidae. IUCN kategoriserar arten globalt som livskraftig. Det svenska trivialnamnet grön anolisödla förekommer för arten.
Arten når en kroppslängd upp till 20 cm. Den kan i viss mån skifta kroppsfärg under kortare tider. Hannar kännetecknas av ett rödaktigt säckformigt organ vid strupen. Individerna jagar olika insekter. Ungdjur blir könsmogna efter 8 till 12 månader när de är cirka 12 cm långa. Vissa exemplar lever 8 år.
Ödlans utbredningsområde ligger främst i sydvästra USA från North Carolina till Florida och västerut till västra Texas. En avskild population lever i nordvästra Mexiko i delstaten Tamaulipas. Anolis carolinensis introducerades i Japan, i Spanien och på flera öar.
Djuret kan anpassa sig till olika habitat med träd och buskar. Arten hittas bland annat i skogar, i buskskogar, i träskmarker och i stadsparker. Den klättrar på stammar, på grenar och kvistar, på gröna växtdelar samt på staket och murar. Individerna vilar gömd under lövskiktet eller under andra växtdelar. De uppsöker inga jordhålor. Äggen täcks med fuktig jord eller med löv eller de göms på annat sätt. I USA finns uppskattningsvis 100 000 till 1 000 000 vuxna exemplar.

## Underarter
Arten delas in i följande underarter:
- A. c. carolinensis
- A. c. seminolus

## Bildgalleri

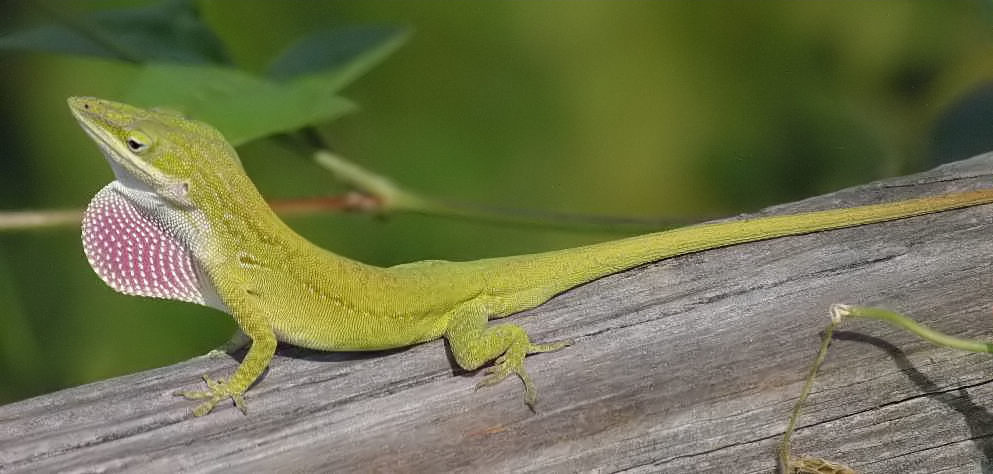
Hanne
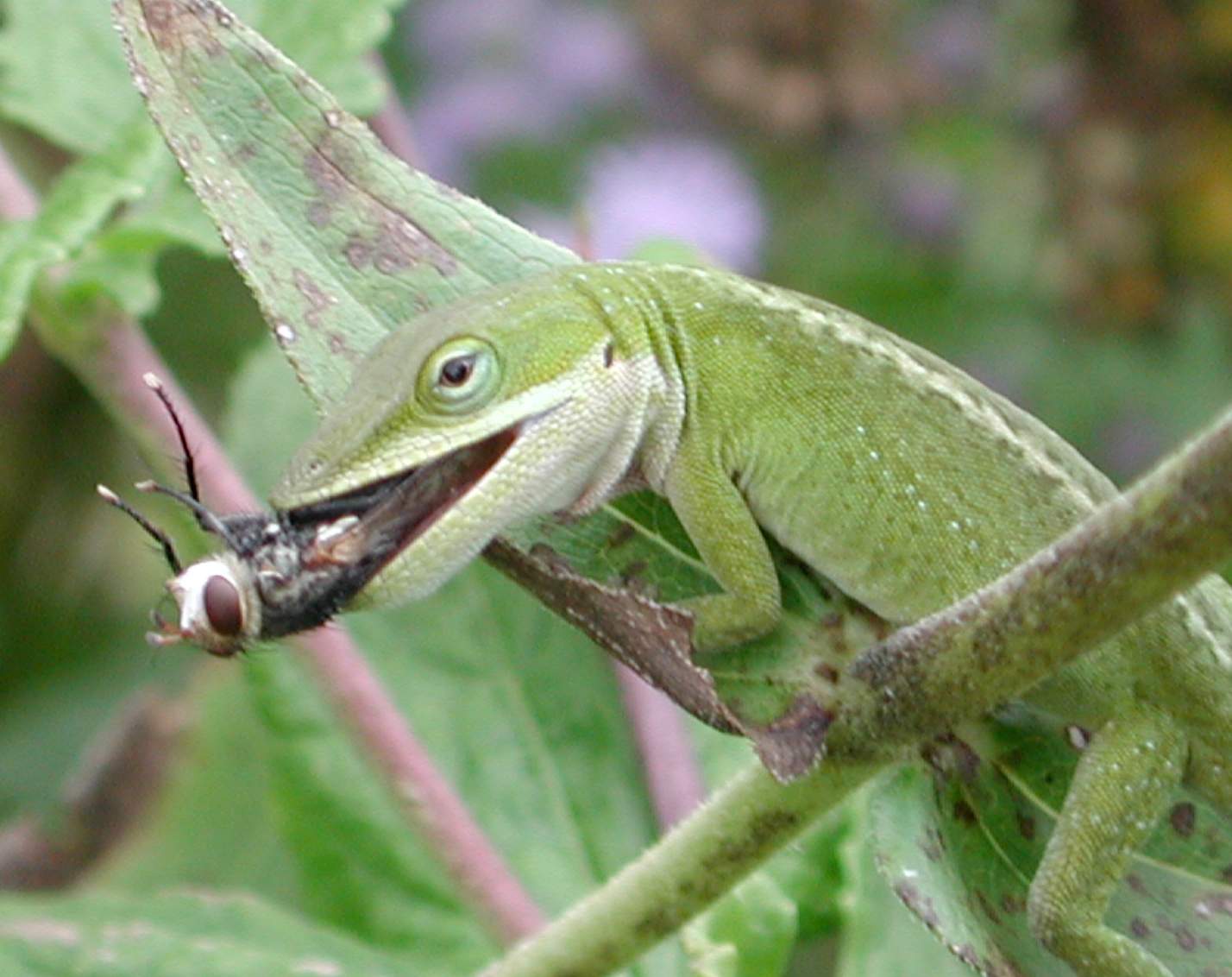
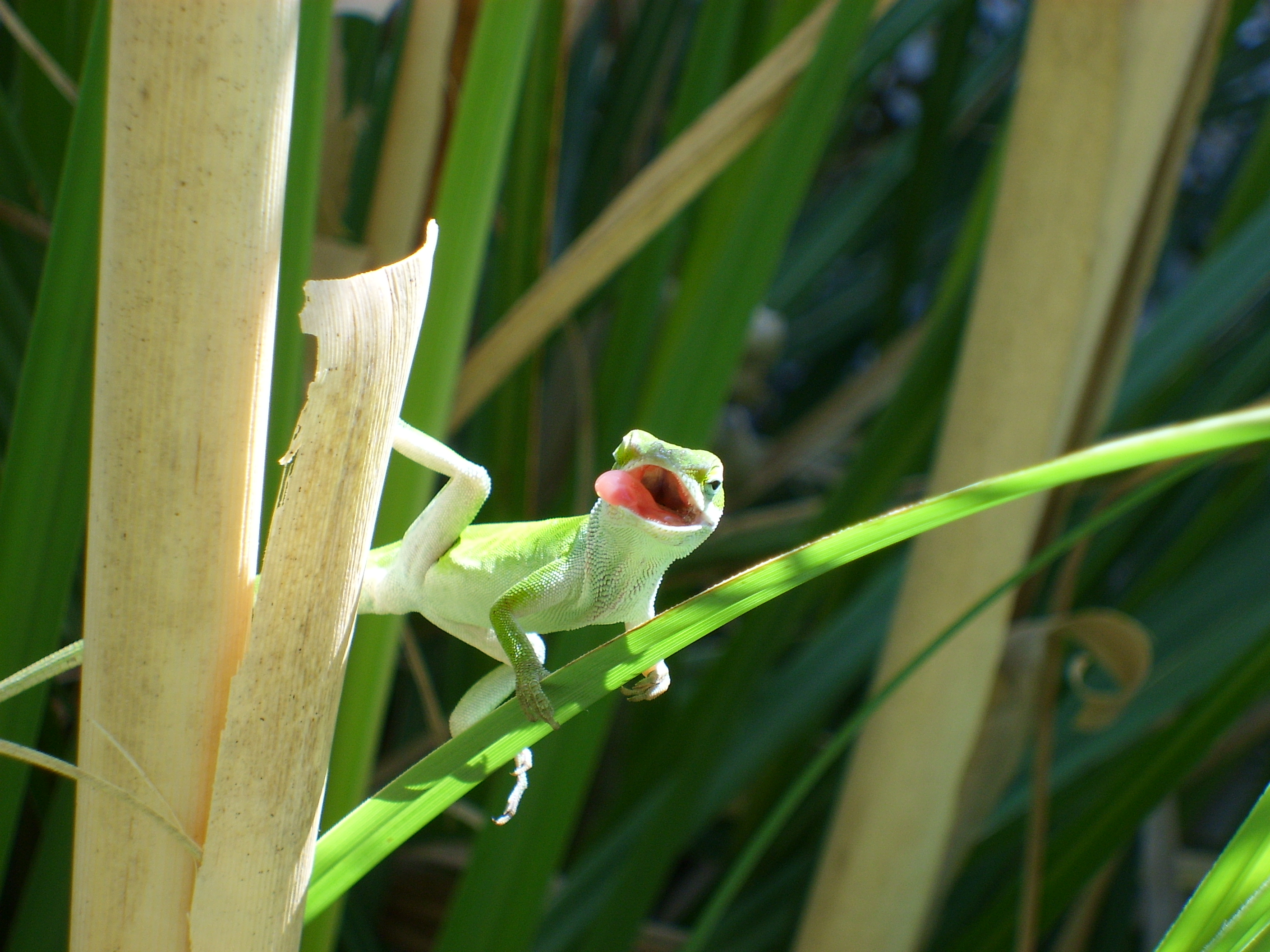
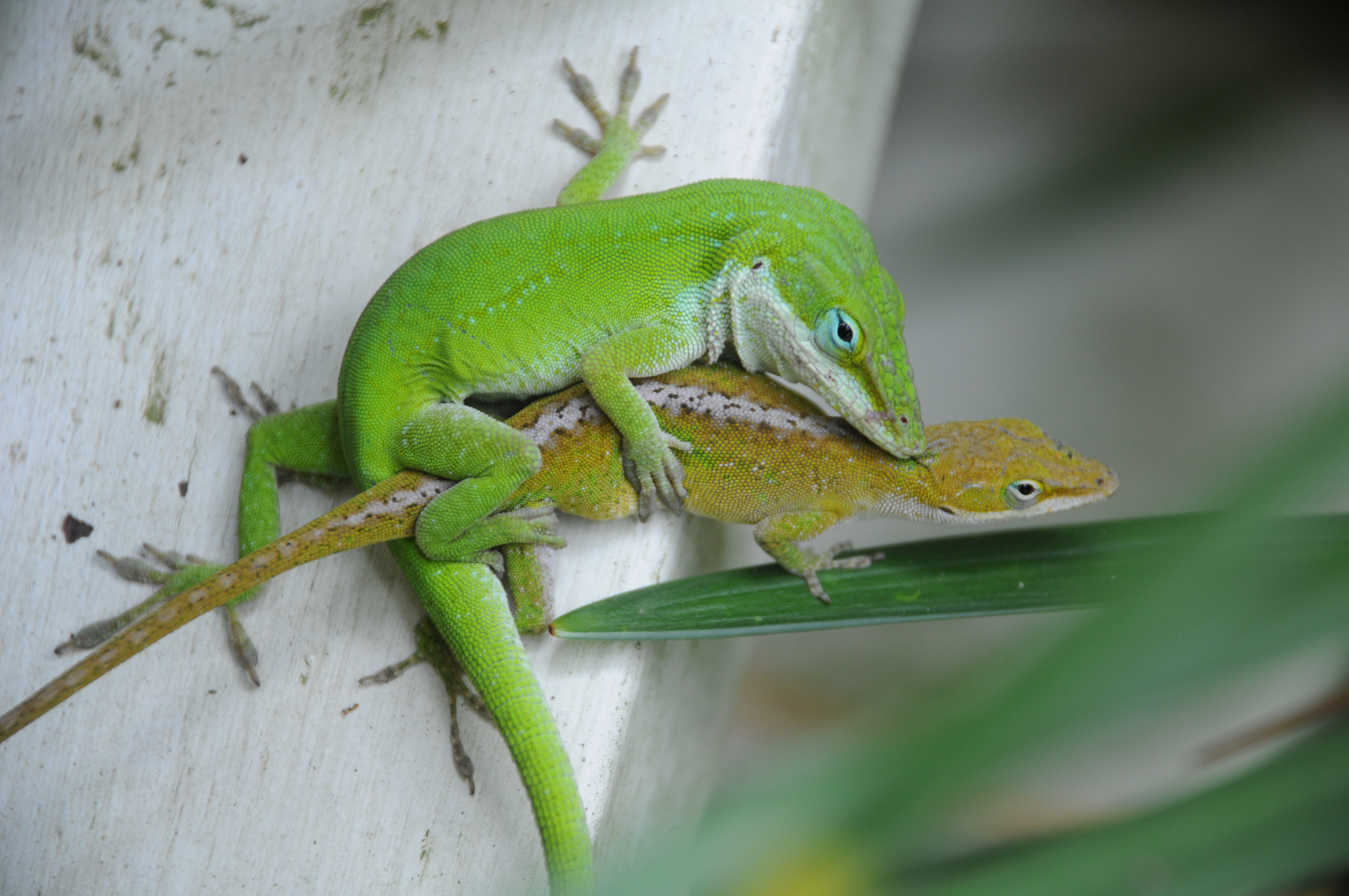
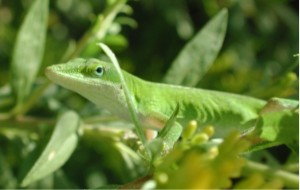
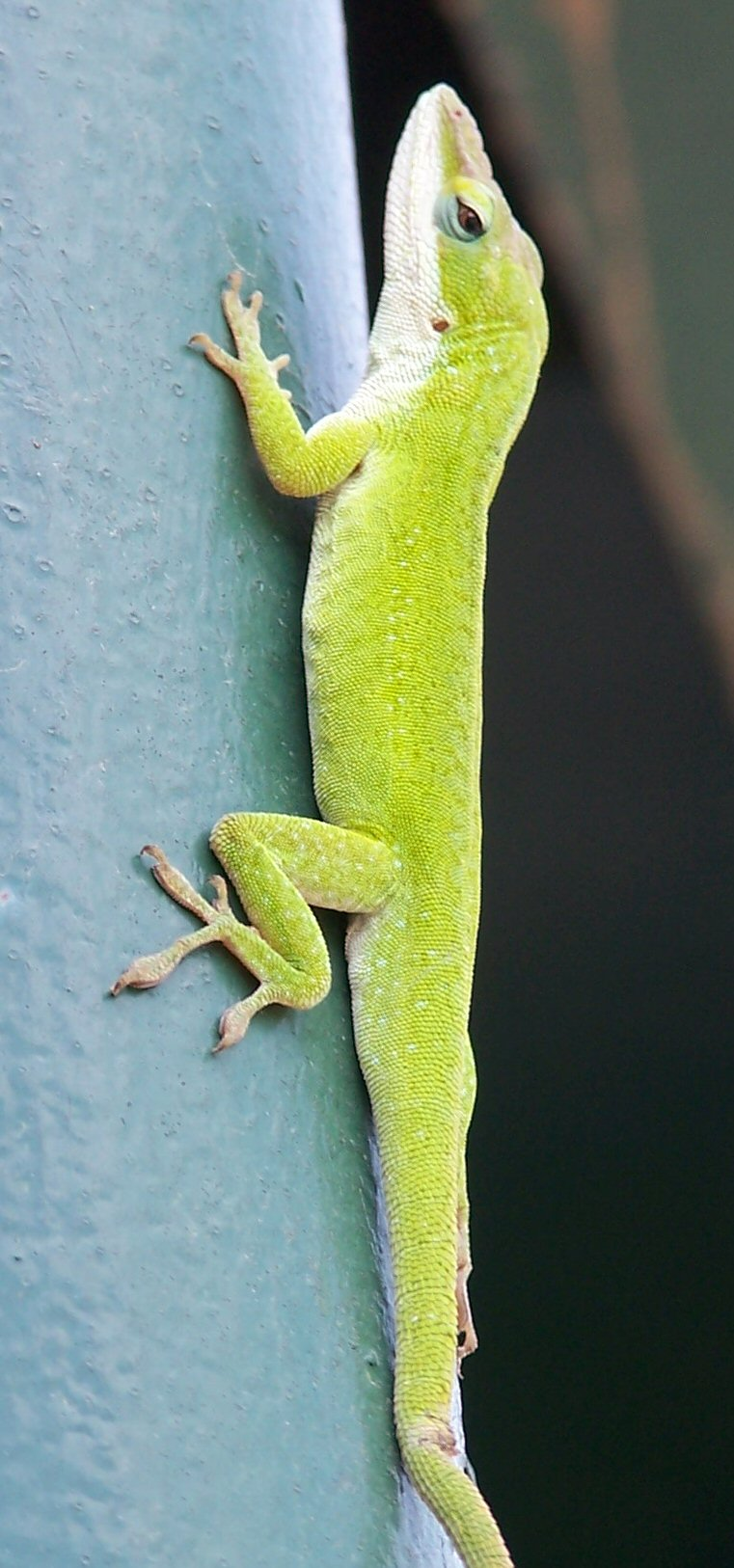